# Cheimacheramus
Cheimacheramus is een geslacht van schietmotten uit de familie van de Sericostomatidae. Het geslacht werd voor het eerst wetenschappelijk beschreven door Barnard in 1934.

## Soorten
Het genus bevat de volgende soorten:

- Cheimacheramus caudalis K.H. Barnard, 1934
- Cheimacheramus rossi K.A. Johanson & J. Olah, 2006